# NGC 5636
NGC 5636 ist eine 13,2 mag helle, linsenförmige Galaxie vom Hubble-Typ SB0-a im Sternbild Jungfrau und etwa 78 Millionen Lichtjahre von der Milchstraße entfernt.
Sie steht in starker Wechselwirkung mit NGC 5638 und wurde zusammen mit dieser am 30. April 1786 von Wilhelm Herschel mit einem 18,7-Zoll-Spiegelteleskop entdeckt, der sie dabei mit „Two. The southern [NGC 5638] pB, pL, R, gbM. The northern [NGC 5636] eF, cL, distance 2′“ beschrieb.